# Nothing Compares (documental)
Nothing Compares es un documental dirigido por Kathryn Ferguson en 2022. Relata la vida y el legado de Sinéad O'Connor, sobre todo los años entre 1987 y 1993.
La película se estrenó en el Festival de Cine de Sundance de 2022 el 21 de enero de 2022, después de lo cual fue adquirida por Showtime Documentary Films. En cines se estrenó en el Reino Unido e Irlanda por Paramount International el 7 de octubre de 2022.

## Sinopsis
Nothing Compares es la historia del ascenso de Sinéad O'Connor a la fama mundial y cómo su personalidad iconoclasta resultó en su exilio de la corriente principal del pop. Centrándose en sus palabras y hechos proféticos de 1987 a 1993, la película reflexiona sobre el legado de esta intrépida pionera a través de una lente feminista contemporánea.

## Producción
La película es una coproducción del Reino Unido e Irlanda, producida por Eleanor Emptage y Michael Mallie, y realizada con el apoyo de Field of Vision, Screen Ireland, BFI Doc Society Fund, Northern Ireland Screen e ie:entertainment.

## Estreno
Nothing Compares se estrenó en el Festival de Cine de Sundance 2022 el 21 de enero de 2022 en la World Cinema Documentary Competition. Recorrió el circuito de festivales recogiendo múltiples premios, incluido el de Mejor Documental en el Galway Film Fleadh de 2022. El 1 de febrero de 2022, Showtime Documentary Films anunció la adquisición de los derechos mundiales de Nothing Compares. La película se estrenó en Showtime el 30 de septiembre de 2022. Se estrenó en los cines del Reino Unido e Irlanda el 7 de octubre de 2022. 

## Recepción

### Crítica
Nothing Compares recibió críticas positivas en los EE. UU., el Reino Unido e Irlanda. En Rotten Tomatoes, tiene un índice de aprobación del 99% según las reseñas de 83 críticos. El consenso crítico del sitio web dice: "Una mirada conmovedora a la notable vida y carrera de Sinéad O'Connor, Nothing Compares es una visualización enriquecedora, seas o no fanático de su trabajo".
El crítico de cine ' The Guardian, Peter Bradshaw, le otorgó 4/5 estrellas y la describió como "una guía estimulante para un individuo brillante que se negó a conformarse". El crítico musical jefe ' The Telegraph, Neil McCormack, le otorgó 5/5 estrellas y la describió como "la película más potente sobre las tribulaciones de una mujer en la industria del pop desde Amy, ganadora del Oscar en 2016, de Asif Kapadia ".

### Premios
| Premios                                       | Fecha                   | Categoría                                                      | Receptor                                          | Resultado | Referencia |
| --------------------------------------------- | ----------------------- | -------------------------------------------------------------- | ------------------------------------------------- | --------- | ---------- |
| Festival de Cine de Sundance                  | 30 de enero de 2022     | World Cinema Documentary Competition                           | Nothing Compares                                  | Nominado  | [ 11 ]     |
| Dock of the Bay                               | 7de mayo de 2022        | Feature Film Audience Prize                                    | Kathryn Ferguson, Eleanor Emptage, Michael Mallie | Ganador   | [ 12 ]     |
| Festival Millennium Docs Against Gravity      | 19 de mayo de 2022      | The Chopin's Nose Award                                        | Kathryn Ferguson                                  | Ganador   | [ 13 ]     |
| Doc Edge Film Festival                        | 22 de junio de 2022     | Thank You for the Music                                        | Kathryn Ferguson, Eleanor Emptage, Michael Mallie | Ganador   | [ 14 ]     |
| Galway Film Fleadh                            | 10 de julio de 2022     | Best Irish Documentary                                         | Kathryn Ferguson, Eleanor Emptage, Michael Mallie | Ganador   | [ 6 ]      |
| Docs Ireland                                  | 11 de julio de 2022     | Audience Award - Best Documentary                              | Kathryn Ferguson, Eleanor Emptage, Michael Mallie | Ganador   | [ 15 ]     |
| Aegean Film Festival                          | 16 de julio de 2022     | Audience Award - Best Documentary                              | Kathryn Ferguson, Eleanor Emptage, Michael Mallie | Ganador   | [ 16 ]     |
| Jecheon International Music and Film Festival | 16 de agosto de 2022    | International Competition                                      | Kathryn Ferguson, Eleanor Emptage, Michael Mallie | Nominado  |            |
| Festival Internacional de Cine de Edimburgo   | 24 de agosto de 2022    | The Powell & Pressburger Award for Best Feature Film           | Kathryn Ferguson, Eleanor Emptage, Michael Mallie | Nominado  | [ 17 ]     |
| Critics' Choice Documentary Awards            | 13 de noviembre de 2022 | Best Archival Documentary                                      | Nothing Compares                                  | Nominado  | [ 18 ]     |
| Critics' Choice Documentary Awards            | 13 de noviembre de 2022 | Best Music Documentary                                         | Nothing Compares                                  | Nominado  | [ 18 ]     |
| Premios del Cine Independiente Británico      | 4 de diciembre de 2022  | Best Debut Director – Feature Documentary                      | Kathryn Ferguson                                  | Ganador   |            |
| Premios del Cine Independiente Británico      | 4 de diciembre de 2022  | British Independent Film Award for Best Documentary            | Kathryn Ferguson, Eleanor Emptage, Michael Mallie | Ganador   | [ 19 ]     |
| Premios del Cine Independiente Británico      | 4 de diciembre de 2022  | Best Editing                                                   | Mick Mahon                                        | Nominado  | [ 19 ]     |
| International Documentary Association Awards  | 10 de diciembre de 2022 | Best Music Documentary                                         | Kathryn Ferguson, Eleanor Emptage, Michael Mallie | Nominado  | [ 20 ]     |
| Cinema Eye Honors                             | 13 de enero de 2023     | Outstanding Debut                                              | Kathryn Ferguson                                  | Nominado  | [ 21 ]     |
| Cinema Eye Honors                             | 13 de enero de 2023     | Audience Choice Prize                                          | Kathryn Ferguson                                  | Nominado  | [ 21 ]     |
| Cinema Eye Honors                             | 13 de enero de 2023     | The Unforgettables (Non-Competitive Honor)                     | Sinéad O'Connor                                   | Ganador   |            |
| Cinema Eye Honors                             | 13 de enero de 2023     | Outstanding Original Score                                     | Linda Buckley, Irene Buckley                      | Nominado  |            |
| Girls on Film Awards                          | 23 de febrero de 2023   | Best Documentary                                               | Kathryn Ferguson, Eleanor Emptage, Michael Mallie | Ganador   | [ 22 ]     |
| British Film Editors Cut Above Awards         | 24 de febrero de 2023   | Best Edited British Documentary or Non-Fiction Programme       | Mick Mahon                                        | Nominado  | [ 23 ]     |
| Producers Guild of America Awards             | 25 de febrero de 2023   | Outstanding Producer of Documentary Theatrical Motion Pictures | Eleanor Emptage, Michael Mallie                   | Nominado  | [ 24 ]     |
| Irish Film &amp; Television Awards            | 7 de mayo de 2023       | Best Feature Documentary                                       | Kathryn Ferguson, Eleanor Emptage, Michael Mallie | Ganador   | [ 25 ]     |
| Irish Film &amp; Television Awards            | 7 de mayo de 2023       | Best Original Music                                            | Linda Buckley, Irene Buckley                      | Nominado  | [ 26 ]     |
| Irish Film &amp; Television Awards            | 7 de mayo de 2023       | Best Editing                                                   | Mick Mahon                                        | Nominado  | [ 26 ]     |